# Younes Zarou
Younes Zarou (* 26. Januar 1998 in Frankfurt am Main) ist ein deutscher Webvideoproduzent, Digital Content Creator und Influencer. Er ist Deutschlands reichweitenstärkster Nutzer der Social-Media-Plattform TikTok. Er verfügt über das internationale TikTok-Konto @youneszarou mit über 56 Millionen Followern (Stand: Februar 2025) und das nationale TikTok-Konto @youneszar mit 6,4 Millionen Followern (Stand: Februar 2025). Auf der Social-Media-Plattform Instagram verfügt sein Konto @youneszarou über mehr als 18 Millionen Follower (Stand: Februar 2025). Auf der Social-Media-Plattform YouTube verfügt sein Konto über mehr als 25 Millionen Follower (Stand: Februar 2025).

## Werdegang
Younes wurde mit fünf Geschwistern in Flörsheim am Main groß. Seine marokkanische Mutter – Krankenschwester von Beruf – wuchs in Deutschland auf, sein marokkanischer Vater – Betreiber einer Autowerkstatt – im Heimatland.
Younes studiert Wirtschaftsinformatik an der Provadis School of International Management and Technology. Im August 2019 begann er, Videos auf der Plattform TikTok hochzuladen. Im März 2020 unterhielt er seine Zuschauer einen Monat lang ohne Unterbrechung live auf der Plattform, zeitweise sahen dabei 200.000 Menschen zu. Kennzeichen seiner Arbeit ist, dass er nicht nur kreative Videos, sondern vor allem deren Making-ofs postet. Einzelne Videos erzielten über 100 Millionen Views.
Younes war 2023 Kandidat der 16. Staffel von Let’s Dance und belegte den 11. Platz.
Im Mai 2024 half er Bundeskanzler Scholz beim Start seines Tiktok-Kanals.

## Auszeichnungen
- Nickelodeon Kids’ Choice Awards 2021 in der Kategorie Lieblings-Social-Media-Star: Deutschland, Österreich, Schweiz[9]